# Rhytidoponera purpurea
Rhytidoponera purpurea är en myrart som först beskrevs av Carlo Emery 1887.  Rhytidoponera purpurea ingår i släktet Rhytidoponera och familjen myror. Inga underarter finns listade i Catalogue of Life.